# Sebraforell
Sebraforell (Aplochiton zebra) är en fiskart som beskrevs av Leonard Jenyns 1842. Sebraforell ingår i släktet Aplochiton och familjen Galaxiidae. Inga underarter finns listade i Catalogue of Life.